# Kaarnebeek
Kaarnebeek  (Zweeds – Fins: Kaarneoja) is een beek annex sloot, die stroomt in de Zweedse  gemeente Pajala. De beek/sloot ontvangt haar water van de hellingen van de Kaarneberg en de moerassige vallei ten westen van die berg. Ze levert haar water altijd in bij de Muonio, maar er zijn twee stromen. Een daarvan stroomt zuidwaarts de Noordelijke Kihlankirivier in, die daar oostwaarts naar de Muonio stroomt en een stroom die naar het oosten stroomt en direct in de Muonio belandt. De stroom is vanaf bron direct naar Muonio circa acht kilometer lang; de andere vier kilometer.
Afwatering: Kaarnebeek → (Noordelijke Kihlankirivier) → Muonio → Torne → Botnische Golf